# バルダッサーレ・カスティリオーネの肖像
『バルダッサーレ・カスティリオーネの肖像』（バルダッサーレ・カスティリオーネのしょうぞう、仏: Portrait de Baldassare Castiglione、英: Portrait of Baldassare Castiglione）は、イタリアの盛期ルネサンスの巨匠、ラファエロが1514-1515年ごろに描いた油彩画である。おそらく画家の最も優れた肖像画というだけでなく、ルネサンスの偉大な肖像画の1つと見なされており、永続的な影響力を持っている。モデルの人物は、ラファエロの友人で盛期ルネサンスの紳士の典型と考えられている、外交官かつ人文主義者のバルダッサーレ・カスティリオーネである。絵画はカスティリオーネによってマントヴァに運ばれ、1609年までそこにあったが、その後、幾人かの所有者を経て、1661年にマザラン枢機卿の相続人からルイ14世によって取得された。作品は現在、パリのルーヴル美術館に所蔵されている。

## 人物
この肖像画は、ラファエロとカスティリオーネとの友情の証として制作された。カスティリオーネはイタリア各地の宮廷 (ミラノ、マントヴァ、ウルビーノ) で訓練を積んだが、彼の宮廷での地位の上昇は芸術家ラファエロの地位の上昇と平行していた。カスティリオーネがウルビーノを2回目に訪れた1504年までに2人は親しい友人となっていたが、それはラファエロがウルビーノ公国の宮廷における人文主義者のサークルで芸術家として認められるようになっていたからである。
ラファエロは、1505年にウルビーノ公グイドバルド・ダ・モンテフェルトロからヘンリー7世の肖像を描くよう依頼され、カスティリオーネは完成した絵画を王に贈るためにイギリスへと旅行した。カスティリオーネは後にラファエロの『アテナイの学堂』 (ヴァチカン宮殿) の「学術顧問」を務めた可能性があり、そのフレスコ画中のゾロアスターの描写はカスティリオーネの肖像画なのかもしれない。
カスティリオーネは『廷臣論』 (1516年に脱稿され、10年ほど後に出版された) を著したが、これは、完璧な宮廷人および侍女になるための心得とは何かを有名な同時代人が議論する形式の本である。この中で、カスティリオーネはよい礼儀作法と服装を擁護して論じ、「スプレッツァトゥーラ」という用語を広めた。それは、大まかに言って「さりげない習熟」、言い換えるなら、文化人にふさわしい、理想とされる自然な優雅さを意味する。この概念は、ベン・ジョンソンとウィリアム・シェイクスピアの戯曲で、最終的に英文学に取り入れられた。
なお、『廷臣論』の中で、カスティリオーネはラファエロについて一度ならず触れており、「思うに絵画においては、レオナルド・ダ・ヴィンチ、マンテーニャ、ラファエロ、ミケランジェロおよびジョルジョ・ダ・カステルフランコ (ジョルジョーネ) が最高である」と述べている。

## 作品
本作は本来、板上に描かれたものと考えられるが、後にキャンバスに移された。17世紀に作成された複製は、カスティリオーネの手を完全に表しており、その後、絵画の下部が数インチ切断されたことを示唆している （後日、研究者は切断されてはいないと判断した）。
当時38歳ごろで、『宮廷人』の草稿を書き終えたばかりであったカスティリオーネはアースカラーを背景にして座っており、リスの毛皮と黒いリボンのトリムが付いた暗色のダブレットを身に着けている。頭部には、切れ込みのあるベレー帽の載ったターバンが見える。衣装は、彼が『廷臣論』の中で最も優雅な色とみなす黒を中心に統一され、その結果、画面もモノクロームに近い典雅な灰色、褐色調でやわらかく統一されている。
服装はまた、本作が冬の間に描かれたことを示している。おそらくグイドバルド・ダ・モンテフェルトロが教皇レオ10世に任命されたことにより、1514年から1515年にかけて、カスティリオーネはローマにいた。本作は実用的で個人的な目的を持っていた可能性がある。カスティリオーネはローマに行ったときに家族を残していったが、妻と息子が不在の間に本作で自らを慰めることを想像した詩を書いているのである。その詩の中で、「(彼の) 留守中に幼い子供がこの肖像画に挨拶する」と歌っている。
画面で最も明るい領域は、ほぼ正面から見たモデルの顔、胸の前の白いシャツの襞、そして握られた手であるが、手はカンヴァスの下端でほぼ途切れている。カスティリオーネは繊細な人物として提示され、ラファエロの後の肖像画に特徴的な慈愛深い感性を有している。
絵画の優雅な仕上げは、モデルの態度と一致している。美術史家のローレンス・ゴーイングは、灰色のベルベット（実際には毛皮）の直感によらない描写を、学術的な形体の造形とは対照的であると指摘した。広い表面は豊かな暗色に包まれ、生地は光から遠ざかるにつれて最も明るく輝いている。ゴーイングにとって、「この絵はバロック的観察の微妙さだけでなく、古典的な絵画の絶頂時の静謐さと高貴な輪郭を持っている」。肖像画のピラミッド型の構図と雰囲気は、ラファエロがローマで見たであろうレオナルド・ダ・ヴィンチの『モナ・リザ』 (ルーヴル美術館) へのオマージュを示している。それでも、カスティリオーネの肖像画はモナリザからの影響力の問題を超越している。
美術史家のジェームズ・ベックは、「優美さ、真摯さ、洞察力にみちた知性、均衡のとれた気質、自己抑制。それらの特質はすべてこの肖像から察することができる」とし、「バルダッサーレ・カスティリオーネの肖像画は、ルネサンス様式の男性の肖像画の最終的な帰結である・・・」 と述べている。

## 後代への影響
ラファエロの作品に対する批判的な評価の変化にもかかわらず、この絵画は他の芸術家から一貫して賞賛されてきた。ヴェネツィア派のティツィアーノはこの肖像画の影響を強く受けているが、マントヴァにあるカスティリオーネの家で最初に見た可能性がある 。ティツィアーノの『男性の肖像』（トンマーゾ・モスティか）は、一般的にラファエロの本作の構図に大きく負っていると見なされており、廷臣に推奨されるべき服装の抑制された優雅さに関するカスティリオーネの影響力のあるアドバイスも反映している   。1639年、レンブラントは、アムステルダムで本作が競売にかけられている間 (レンブラント自身、購入しようとしたが手が届かなかった) に模写スケッチを描き 、その後、いくつかの自画像でラファエロの構図を参照した。
現在、コートールド美術館にある『バルダッサーレ・カスティリオーネの肖像』の複製は、ピーテル・パウル・ルーベンスによって描かれたものである。レンブラントとルーベンスの両方のバージョンはバロック様式の典型を示しており、ラファエロの絵画の地味な抑制とはまったく異なっている 。19世紀、ジャン・オーギュスト・ドミニク・アングルは、自身の『ベルタン氏の肖像』の額縁にラファエロの作品によく似た額縁を選んだ。これは、おそらくアングルの野心を示していると同時に、両作品の彩色と素晴らしいだまし絵的写実の類似性を強調するものである。20世紀の変わり目に、アンリ・マティスは本作を模写し、ポール・セザンヌはラファエロの肖像画について次のように叫んだ。「全体の統一性においてそれぞれの部分がどれほどバランスが取れているか・・・」 

## 本作品に影響を受けた著名な作品

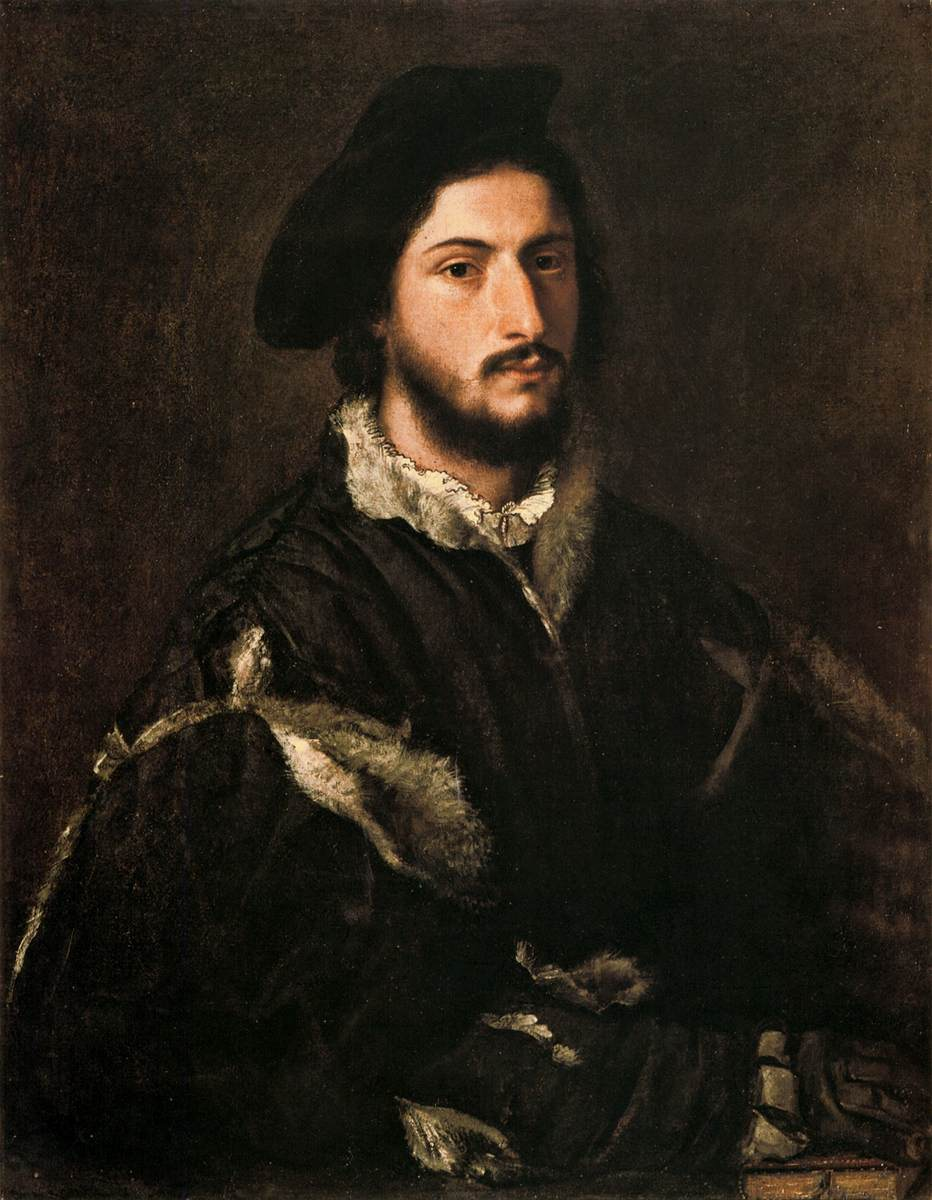
ティツィアーノ『男性の肖像』（トンマーゾ・モスティか） 、1520年ごろ。
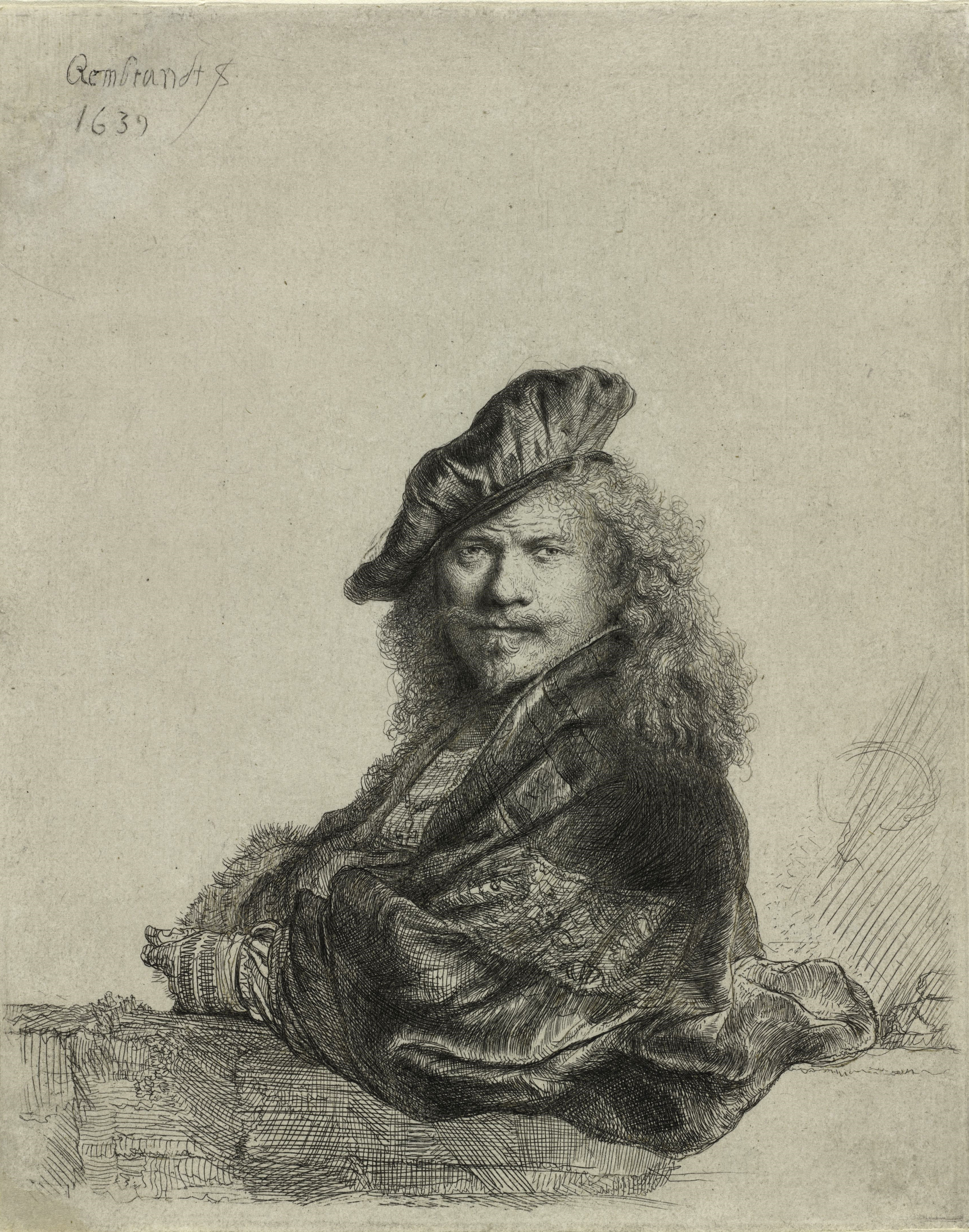
レンブラントのエッチング『石の敷居に寄りかかった自画像』、1639年。
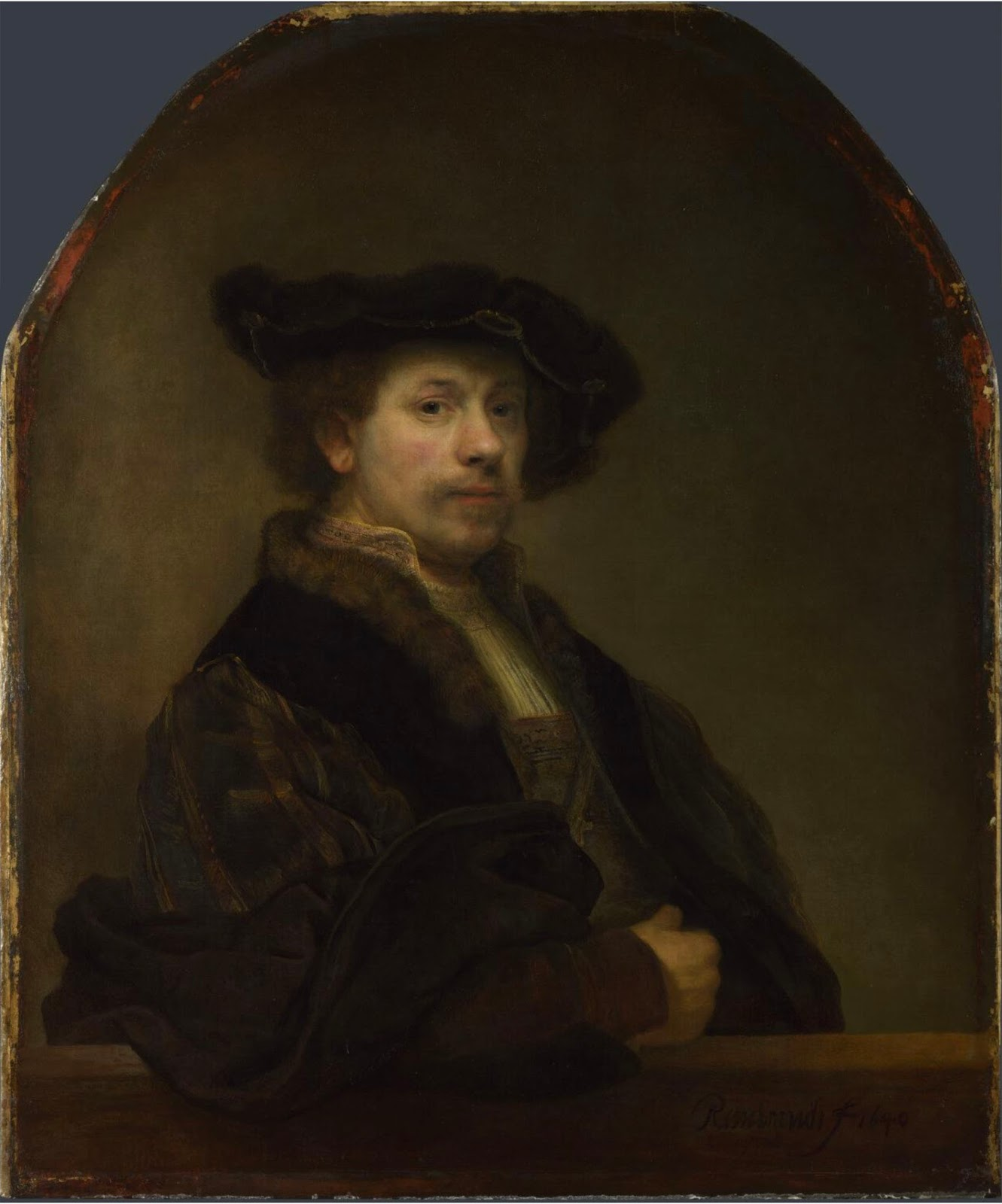
レンブラント『34歳の自画像』、1640年。
レンブラント『ベレー帽と立襟の自画像』、1659年。『バルダッサーレ・カスティリオーネの肖像』の影響を示すレンブラントによる後の自画像。 [21]
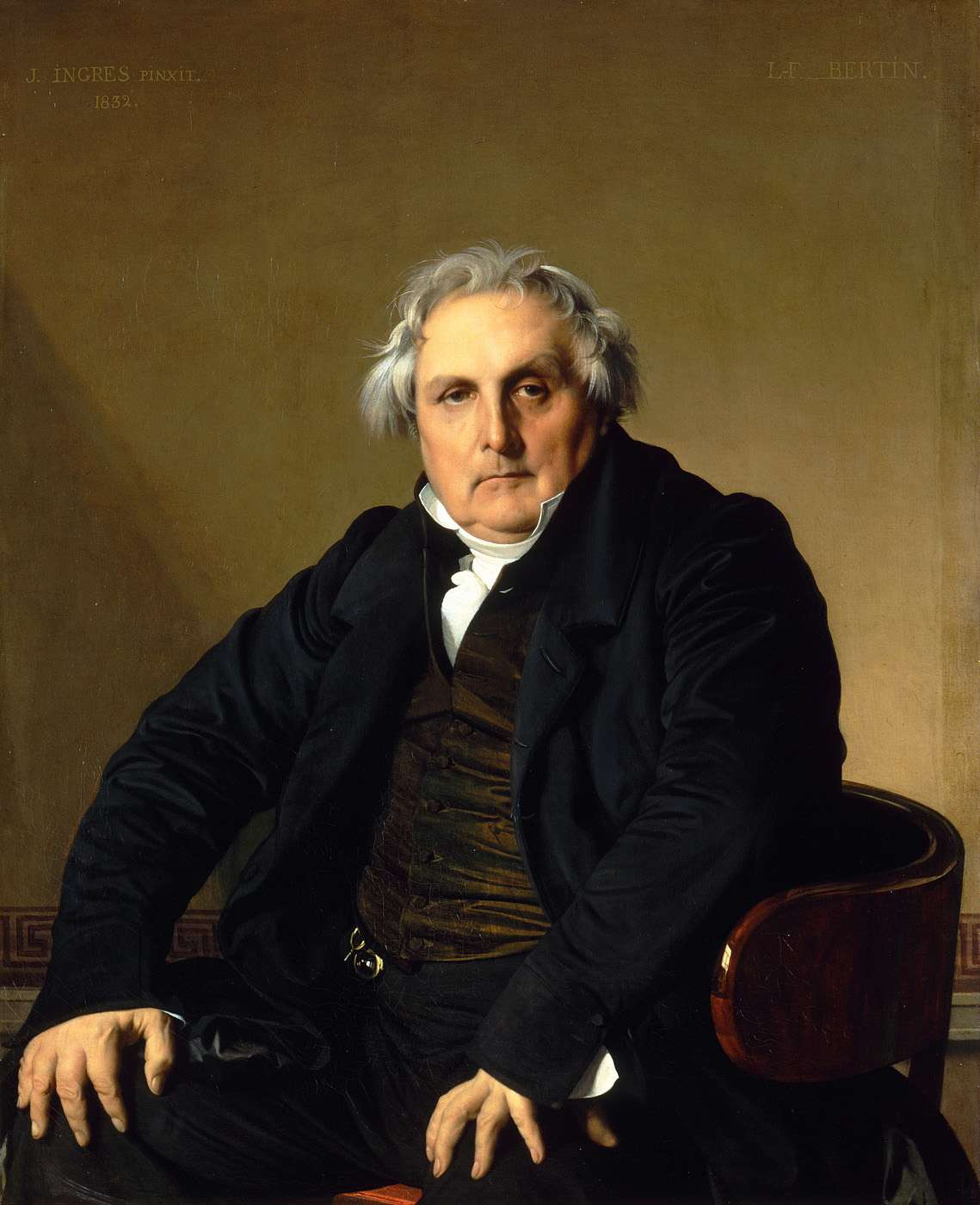
ジャン・オーギュスト・ドミニク・アングル『ベルタン氏の肖像』、1832年。

## 映画
Portrait de l'ami en homme decour。バルダッサーレカスティリオーネの肖像、Palettesシリーズ（1994）のAlainJaubertによる映画。